# Letrero

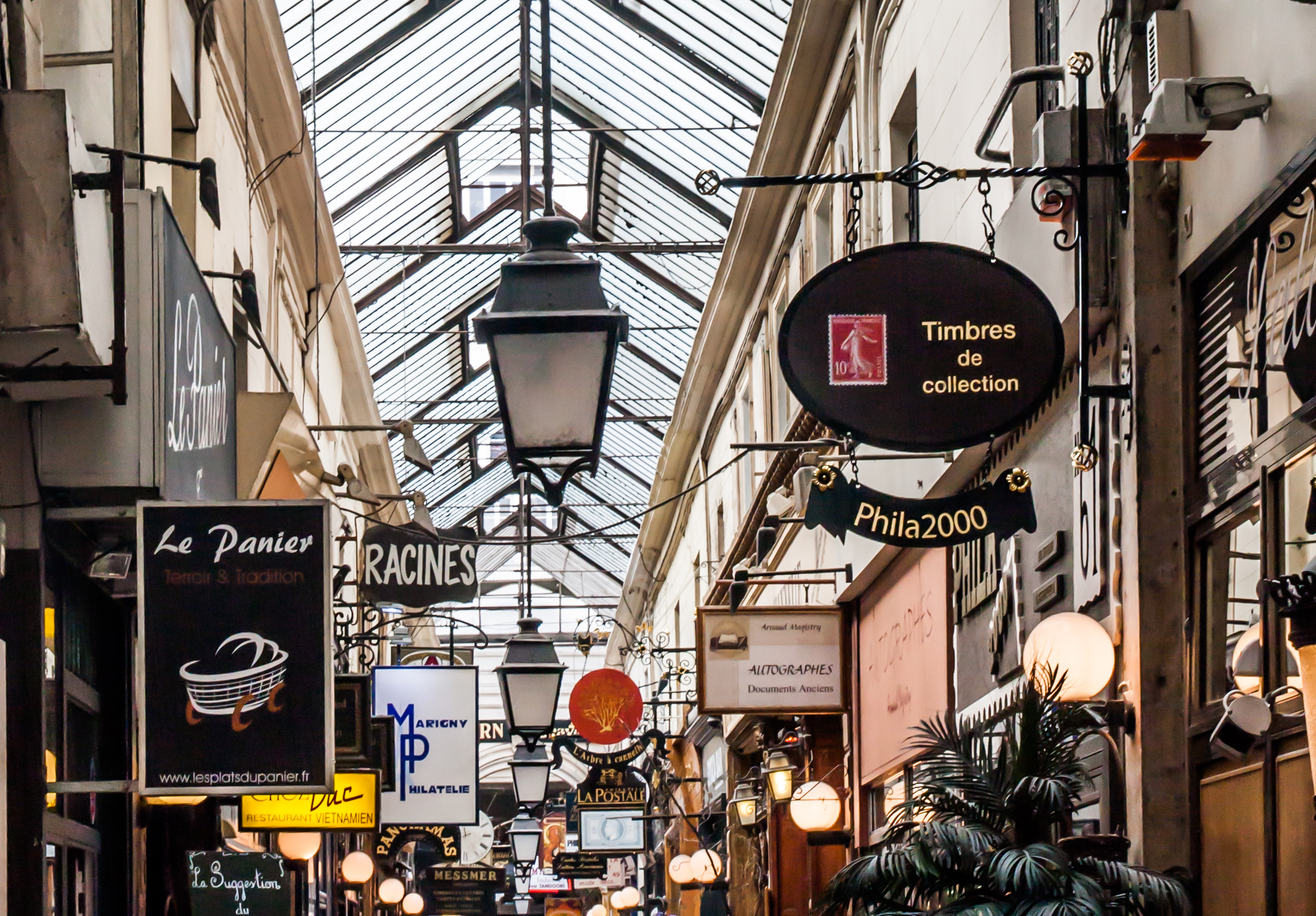
Letreros en el Passage des Panoramas de París.

El letrero es un aviso publicitario que consta solo de letras, aunque puede disponer de imágenes adjuntas. Su objetivo es informar.

## Letrero luminoso
Los letreros luminosos son propios de las fachadas de establecimientos, si bien también se encuentran en su interior promocionando sus productos o servicios.
Estos pueden ser creados en acrílico, aluminio, MDF o PVC.
Por tener el mismo principio, también se pueden considerar carteles las imágenes iluminadas colocadas en el frente de las máquinas expendedoras de bebidas, tabaco, alimentos, etc., y que se encuentran en numerosos establecimientos y lugares públicos.
Los anuncios luminosos o letreros luminosos tienen dos variantes los que se hacen por medio de estructura metálica semejante a un cajón y los que se producen por corte de material con fresadora computarizada (CNC-router) o láser.
En el primer caso, se crea una caja de madera o de cualquier otro material que pueda ser firme se le colocan travesaños para garantizar su fortaleza y puede forrarse materiales como: lona  translúcida, material acrílico, etc.
En su interior la iluminación que se utiliza es con lámpara de alógeno, hoy en día se usa iluminación led de alta intensidad.
En el segundo caso, de una pieza, por general acrílica o metálica, se corta también con fresadora o mediante láser, o bien mediante plantillas y caladora o fresadora manual. Una vez hechos los frentes, se procede a realizar los costados que, por lo general, son de 10 a 15 cm de ancho; esta dimensión puede variar dependiendo el tamaño de la letra a fabricar. Se pegan con fundente, pegamento que deshace superficialmente el acrílico y une o funde las dos piezas en una sola. En el caso de metal, aluminio o acero, se puntean y se sueldan las dos piezas a base de electrosoldadura. En el caso de metales se le colocan patas para fijación y en el caso de plásticos se fabrica una tapa para fijación a la pared. Hay muchas empresas profesionales dedicadas a crear anuncios luminosos.

## Letreros famosos

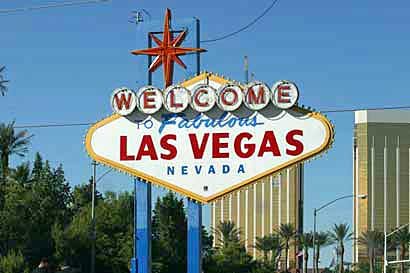
El letrero de Welcome to Fabulous Las Vegas da la bienvenida a los visitantes.

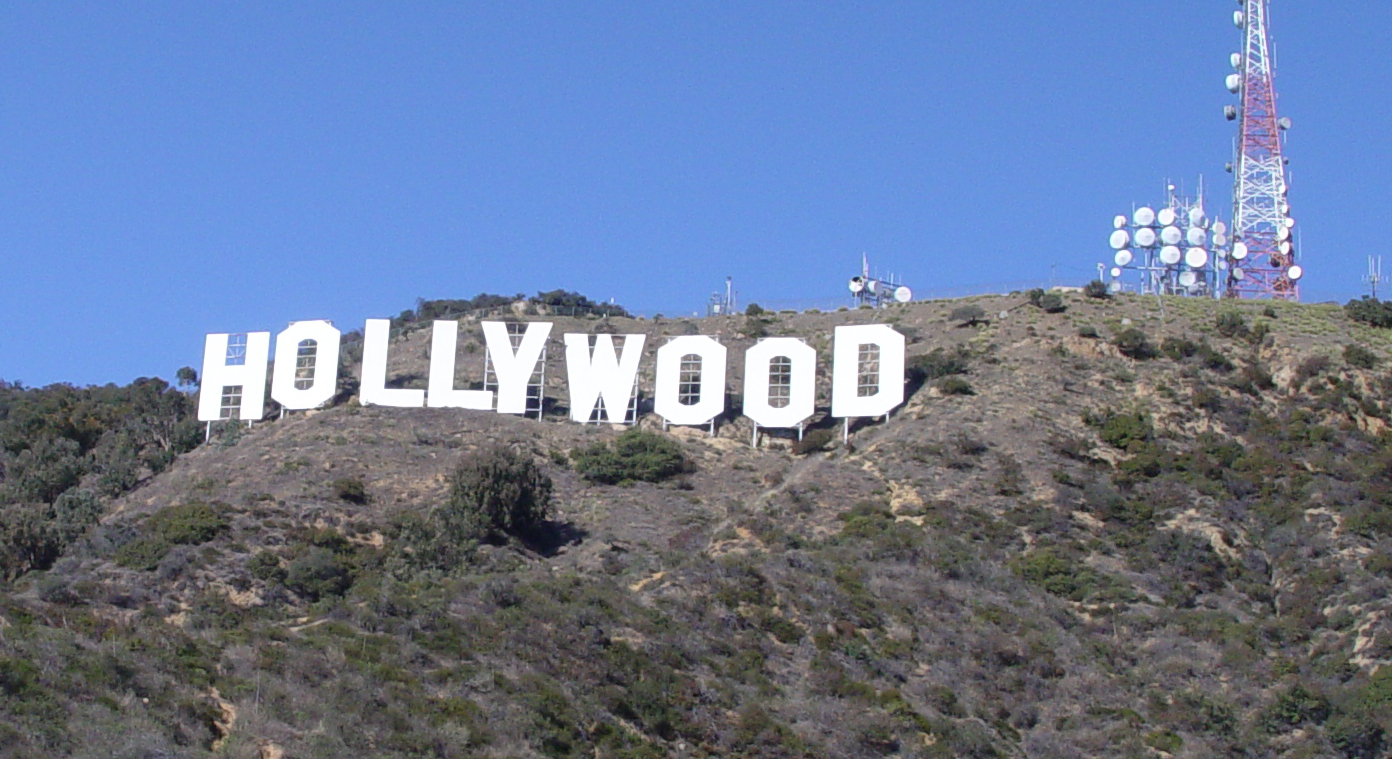
El famoso cartel de Hollywood en Los Ángeles, California.

El Hollywood Sign (Letrero o cartel de Hollywood) es un famoso letrero gigantesco situado en la cima de un monte llamado Monte Lee, de 55,8 hectáreas, que forma parte del parque Griffith, en el distrito de Hollywood, Los Ángeles (California). El letrero o cartel está formado por las letras de Hollywood en mayúsculas. Cada letra mide unos 13,7 metros (45 pies) de altura y son de color blanco. Fue creado como parte de una campaña publicitaria en 1923 y se ha hecho muy conocido.
El letrero de Welcome to Fabulous Las Vegas (español: Bienvenido a la fabulosa Las Vegas) es un icono del Las Vegas Strip, creado en 1959 por Betty Willis y Ted Rogich para el condado de Clark, Nevada. En grandes intersecciones como Times Square en Nueva York o Piccadilly Circus en Londres están presentes numerosos letreros y carteles publicitarios. Otro letrero destacado es el letrero luminoso de Schweppes, situado en lo alto del Edificio Carrión, en plena Gran Vía de Madrid.